# The Asterisk War
The Asterisk War: The Academy City on the Water (lett. "La guerra di Asterisk: la città-accademia sull'acqua"), in originale Gakusen toshi Asterisk (学戦都市アスタリスク?, Gakusen toshi Asutarisuku, lett. "La città-accademia militare Asterisk"), è una serie di light novel scritta da Yū Miyazaki e illustrata da Okiura. Diciassette volumi sono stati pubblicati da Media Factory, sotto l'etichetta MF Bunko J, dal 25 settembre 2012 al 24 giugno 2022. Un adattamento manga è stato serializzato sul Monthly Comic Alive di Media Factory dal 27 maggio 2013 al 27 agosto 2016. Un adattamento anime, prodotto da Aniplex e realizzato dallo studio A-1 Pictures, è stato trasmesso in Giappone tra il 3 ottobre 2015 e il 18 giugno 2016. Un videogioco basato sulla serie è stato pubblicato il 28 gennaio 2016.

## Trama
In cerca di indizi sulla sorella scomparsa, Ayato Amagiri si iscrive al liceo Seidōkan, una delle sei scuole della città-accademia Rikka, da tutti generalmente soprannominata Asterisk. Tali scuole servono a preparare i giovani della Starpulse Generation in vista del Festival delle Guerre Stellari, un torneo di combattimenti in cui si stabilirà chi è il più forte. Il giorno in cui arriva in città, però, Ayato vede per sbaglio la sua futura compagna di classe Julis mentre si sta cambiando, ragion per cui viene sfidato da lei a duello per fargli ripagare il torto con la vita.

## Terminologia
- Invertia : un misterioso e tremendo cataclisma. Pare essere la causa della nascita dei Genestella.
- Genestella : i Genestella sono esseri umani con la capacità di incanalare il Prana per aumentare le proprie abilità fisiche. Sono apparsi dopo Invertia.
- Streghe : le Streghe sono Genestella in grado di manipolare il Prana anche in modi diversi oltre al semplice rafforzamento fisico. Julius-Alexa von Reissfield può manipolare il fuoco e Helga Lindwall il tempo, ad esempio.
- Dante : la versione maschile delle Streghe.
- Lux : le armi usate dai Genestella. Possono essere "racchiuse" per essere "rilasciate" al momento giusto. Principalmente hanno la forma di armi bianche come spade o lance, ma possono anche essere armi laser o altro. Hanno un aspetto futuristico.
- Orga Lux : Lux particolarmente pregevoli. Sembrano avere volontà propria e possono rigettare il Genestella che prova ad impugnarle. Ognuna ha un potere particolare, ma anche un costo: la Ser-Veresta ha una lama di puro calore ma consuma in fretta le energie di chi la impugna, la Gravi-Sheath manipola la gravità nutrendosi però del sangue dell'utilizzatore e la Pan-Dora consente di vedere il futuro, costringendo però il proprietario a sognare la propria morte ogni notte.
- Festa : i Festa sono tornei organizzati ad Asterisk in cui i Genestella si affrontano.

## Personaggi
Ayato Amagiri (天霧 綾斗?, Amagiri Ayato)
Doppiato da: Atsushi Tamaru

I protagonisti Ayato e Julis

Julis-Alexia von Riessfeld (ユリス＝アレクシア・フォン・リースフェルト?, Yurisu-Arekushia Fon Rīsuferuto)
Doppiata da: Ai Kakuma
Saya Sasamiya (沙々宮 紗夜?, Sasamiya Saya)
Doppiata da: Shiori Izawa
Claudia Enfield (クローディア・エンフィールド?, Kurōdia Enfīrudo)
Doppiata da: Nao Tōyama
Kirin Tōdō (刀藤 綺凛?, Tōdō Kirin)
Doppiata da: Ari Ozawa
Lester MacPhail (レスター・マクフェイル?, Resutā Makufeiru)
Doppiato da: Takanori Hoshino
Eishirō Yabuki (夜吹 英士郎?, Yabuki Eishirō)
Doppiato da: Yūma Uchida
Kyōko Yatsuzaki (八津崎 匡子?, Yatsuzaki Kyōko)
Doppiata da: Yūko Kaida
Sylvia Ryuneheim (シルヴィア・リューネハイム?, Shiruvia Ryūnehaimu)
Doppiata da: Haruka Chisuga

## Media

### Light novel
La serie è stata scritta da Yū Miyazaki con le illustrazioni di Okiura. Il primo volume è stato pubblicato da Media Factory, sotto l'etichetta MF Bunko J, il 25 settembre 2012 e al 24 giugno 2022 ne sono stati messi in vendita in tutto 17. In America del Nord i diritti sono stati acquistati da Yen Press.
| Nº | Titolo italiano (traduzione letterale) Giapponese 「Kanji」 - Rōmaji    | Data di prima pubblicazione              | Data di prima pubblicazione |
| Nº | Titolo italiano (traduzione letterale) Giapponese 「Kanji」 - Rōmaji    | Giapponese                               |                             |
| 1  | Incontro con una principessa focosa 「姫焔邂逅」                        | 25 settembre 2012 ISBN 978-4-04-066697-6 |                             |
| 2  | Il risveglio della bellezza d'argento 「銀綺覚醒」 - Ginki kakusei      | 25 gennaio 2013 ISBN 978-4-04-066698-3   |                             |
| 3  | La danza della guerra della fenice 「鳳凰乱武」 - Hōō ranbu             | 24 maggio 2013 ISBN 978-4-8401-5188-7    |                             |
| 4  | Alla ricerca dei giorni perduti 「追憶闘破」 - Tsuioku tōha             | 25 settembre 2013 ISBN 978-4-8401-5417-8 |                             |
| 5  | Battaglia per la corona 「覇凰決戦」 - Haō kessen                       | 25 marzo 2014 ISBN 978-4-04-066311-1     |                             |
| 6  | La battaglia trionfale del ritorno a casa 「懐国凱戦」 - Kaikoku gaisen | 25 giugno 2014 ISBN 978-4-04-066779-9    |                             |
| 7  | Festival sinfonico 「祭華繚乱」 - Saika ryōran                          | 25 novembre 2014 ISBN 978-4-04-067168-0  |                             |
| 8  | Scontro tra idol 「偶像峻烈」 - Gūzō shunretsu                          | 24 aprile 2015 ISBN 978-4-04-067609-8    |                             |
| 9  | Sussurri di un lungo addio 「悠日戦啾」 - Yūjitsu senshū                | 25 settembre 2015 ISBN 978-4-04-067779-8 |                             |
| 10 | Alla conquista di draghi e cavalieri 「龍激聖覇」 - Ryūgeki seiha       | 25 marzo 2016 ISBN 978-4-04-068033-0     |                             |
| 11 | La via della spada 「刃心切磋」 - Jinshin sessa                         | 25 agosto 2016 ISBN 978-4-04-068415-4    |                             |
| 12 | La rinascita della ferocia 「刹鬼再応」 - Sekki saiō                    | 25 agosto 2017 ISBN 978-4-04-069337-8    |                             |
| 13 | I passi della gloria 「群雄雲霞」 - Gunyū unka                          | 24 marzo 2018 ISBN 978-4-0406-9613-3     |                             |
| 14 | Lotta per la supremazia 「熾烈魂戦」 - Shiretsu konsen                  | 25 aprile 2018 ISBN 978-4-0406-9614-0    |                             |
| 15 | Raccolta di nuvole e fiamme splendenti 「剣雲炎華」 - Ken un enka       | 25 dicembre 2019 ISBN 978-4-0406-4009-9  |                             |
| 16 | La conflagrazione del ramo d'oro 「金枝争濫」 - Kinshi sōran            | 25 novembre 2021 ISBN 978-4-04-064805-7  |                             |
| 17 | Il gran finale 「六花団円」 - Rokka dan'en                              | 24 giugno 2022 ISBN 978-4-04-064870-5    |                             |

Yū Miyazaki ha realizzato anche uno spin-off intitolato Gakusen toshi Asterisk gaiden: Queenveil no tsubasa (学戦都市アスタリスク外伝 クインヴェールの翼?, Gakusen toshi Asutarisuku gaiden: Kuinvēru no tsubasa) e incentrato su Minato Wakamiya, la protagonista, Chloe Flockhart, la sua migliore amica, Sophia Fairclough, la sorella minore di Ernest Fairclough, Nina Achenwall, una strega i cui poteri vengono invocati attraverso l'immagine mentale di mazzo di carte e Yuzuhi Renjouji, un amico d'infanzia di Ayato Amagiri che si è formato nello Yatsuka Dojo dello stile Amagiri Shinmei, i quali sono tutti studenti dell'Accademia Queenvale per giovani signore. La serie è stata pubblicata dal 25 aprile 2016 al 25 aprile 2019 per un totale di 3 volumi.
| Nº | Data di prima pubblicazione | Data di prima pubblicazione | Data di prima pubblicazione |
| Nº | Giapponese                  | Giapponese                  |                             |
| -- | --------------------------- | --------------------------- | --------------------------- |
| 1  | 25 aprile 2016              | ISBN 978-4-04-068316-4      |                             |
| 2  | 25 marzo 2017               | ISBN 978-4-04-068771-1      |                             |
| 3  | 25 aprile 2019              | ISBN 978-4-04-065243-6      |                             |

### Manga
L'adattamento manga di Ningen è stato serializzato sulla rivista Monthly Comic Alive di Media Factory dal 27 maggio 2013 al 27 agosto 2016. Il primo volume tankōbon è stato pubblicato il 22 febbraio 2014 e al 23 settembre 2016 ne sono stati messi in vendita in tutto cinque. In America del Nord anche i diritti di questa serie sono stati acquistati da Yen Press insieme alle light novel.
| 1 | 22 febbraio 2014                      | ISBN 978-4-04-066274-9 |
| 1 | Capitoli - Capitoli 1-7 - Capitolo EX |                        |
| 2 | 22 novembre 2014                      | ISBN 978-4-04-066895-6 |
| 2 | Capitoli - Capitoli 8-15              |                        |
| 3 | 19 settembre 2015                     | ISBN 978-4-04-067805-4 |
| 3 | Capitoli - Capitoli 16-23             |                        |
| 4 | 23 marzo 2016                         | ISBN 978-4-04-068222-8 |
| 4 | Capitoli - Capitoli 24-30             |                        |
| 5 | 23 settembre 2016                     | ISBN 978-4-04-068548-9 |
| 5 | Capitoli - Capitoli 31-37             |                        |

Un altro manga di Shou Akane, intitolato Gakusen toshi Asterisk gaiden: Queenveil no tsubasa, è stato serializzato su Bessatsu Shōnen Magazine di Kōdansha dal 9 agosto 2014 al 9 settembre 2016. Quattro volumi tankōbon sono stati messi in vendita tra il 9 aprile 2015 e il 9 novembre 2016.
| Nº | Data di prima pubblicazione | Data di prima pubblicazione | Data di prima pubblicazione |
| Nº | Giapponese                  | Giapponese                  |                             |
| -- | --------------------------- | --------------------------- | --------------------------- |
| 1  | 9 aprile 2015               | ISBN 978-4-06-395361-9      |                             |
| 2  | 9 ottobre 2015              | ISBN 978-4-06-395505-7      |                             |
| 3  | 8 aprile 2016               | ISBN 978-4-06-395640-5      |                             |
| 4  | 9 novembre 2016             | ISBN 978-4-06-395791-4      |                             |

### Anime
La serie televisiva anime, realizzata da A-1 Pictures e diretta da Manabu Ono, è stata divisa in due parti: la prima è andata in onda dal 3 ottobre al 26 dicembre 2015, mentre la seconda è stata trasmessa tra il 2 aprile e il 18 giugno 2016. Le sigle di apertura e chiusura sono rispettivamente Brand-new World (lett. "Un mondo nuovo di zecca") di Shiena Nishizawa e Waiting for the rain (lett. "Aspettando la pioggia") di Maaya Sakamoto, per poi cambiare dall'episodio tredici in The Asterisk War (lett. "La guerra di Asterisk") sempre di Nishizawa e Ai no uta -words of love- (愛の詩-words of love-? lett. "Parole d'amore") di Haruka Chisuga. In Italia gli episodi sono stati trasmessi in streaming, in contemporanea col Giappone, da Wakanim, mentre in altre parti del mondo i sottotitoli sono stati offerti da Daisuki. I diritti di streaming sono stati anche acquistati in Australia e Nuova Zelanda da AnimeLab e in America del Nord sia da Funimation, sia da Aniplex of America per Crunchyroll.

#### Episodi
| Nº | Titolo italiano Giapponese 「Kanji」 - Rōmaji                          | In onda          | In onda |
| Nº | Titolo italiano Giapponese 「Kanji」 - Rōmaji                          | Giapponese       |         |
| 1  | La strega della fiamma fiorita 「華焔の魔女」 - Kaen no majo           | 3 ottobre 2015   |         |
| 2  | Selveresta 「セル＝ベレスタ」 - Seru Beresuta                          | 10 ottobre 2015  |         |
| 3  | Un giorno di vacanza in due 「二人の休日」 - Futari no kyūjitsu        | 17 ottobre 2015  |         |
| 4  | La liberazione 「解き放たれし者」 - Tokihanata reshi mono              | 24 ottobre 2015  |         |
| 5  | La lama della burrasca 「疾風刃雷」 - Shippūjinrai                     | 31 ottobre 2015  |         |
| 6  | Ragazza genuina 「素顔の少女」 - Sugao no shōjo                        | 7 novembre 2015  |         |
| 7  | Una decisione e uno scontro decisivo 「決意と決闘」 - Ketsui to kettō  | 14 novembre 2015 |         |
| 8  | Un giorno di vacanza in due - 2 「二人の休日②」 - Futari no kyūjitsu 2 | 21 novembre 2015 |         |
| 9  | Il festival delle Fenici 「鳳凰星武祭」 - Fenikusu                     | 28 novembre 2015 |         |
| 10 | La principessa vampiro 「吸血暴姫」 - Ramirekushia                     | 5 dicembre 2015  |         |
| 11 | Il potere e il suo prezzo 「力と代償」 - Chikara to daishō             | 12 dicembre 2015 |         |
| 12 | Gravitis 「グラヴィシーズ」 - Guravishīzu                              | 19 dicembre 2015 |         |
| 13 | Banyū Tenra 「万有天羅」 - Banyū Tenra                                 | 2 aprile 2016    |         |
| 14 | Il re del male 「悪辣の王」 - Akuratsu no ō                            | 9 aprile 2016    |         |
| 15 | Valanga di ricordi 「追憶闘破」 - Tsuioku tōha                         | 16 aprile 2016   |         |
| 16 | Sentimenti irrinunciabili 「譲れぬ想い」 - Yuzurenu omoi               | 23 aprile 2016   |         |
| 17 | Intreccio maligno 「悪辣の繰り糸」 - Akuratsu no kuri-ito              | 30 aprile 2016   |         |
| 18 | Intercessione 「奔走」 - Honsō                                         | 7 maggio 2016    |         |
| 19 | Ritmo di battaglia 「戦律」 - Senritsu                                 | 14 maggio 2016   |         |
| 20 | La finale della Phoenix 「覇凰決戦」 - Haō kessen                      | 21 maggio 2016   |         |
| 21 | Fine dello scontro 「決着」 - Kecchaku                                 | 28 maggio 2016   |         |
| 22 | Riesstania 「リーゼルタニア」 - Rīzerutania                            | 4 giugno 2016    |         |
| 23 | La strega solitaria 「孤毒の魔女」 - Kodoku no majo                    | 11 giugno 2016   |         |
| 24 | Ritrovarsi 「再会」 - Saikai                                           | 18 giugno 2016   |         |

### Videogioco
Un videogioco di simulazione, intitolato Gakusen toshi Asterisk: hōka kenran (学戦都市アスタリスク 鳳華絢爛?, Gakusen toshi Asutarisuku hōka kenran), è stato pubblicato da Bandai Namco Games per PlayStation Vita il 28 gennaio 2016.
Il titolo permette di impersonare Ayato Amagiri e un personaggio originale che diventerà uno studente del liceo Seidōkan; la maggior parte degli elementi di gioco rimangono i medesimi tra le due prospettive, sebbene Ayato abbia modo di interagire maggiormente con le eroine, dando maggiore enfasi alla storia, mentre l'altro ha una maggiore focalizzazione sulla vita scolastica. Esiste una modalità di simulazione dedicata all'addestramento in cui è possibile addestrare il proprio personaggio a piacimento, facendogli aumentare diversi parametri, guadagnare denaro tramite un lavoro part-time per acquistare armi e regali e chiedere un appuntamento a una ragazza in stile simulatore di appuntamenti. Le armi possono essere potenziate nel laboratorio in modo da migliorare le statistiche come ad esempio ridurre la quantità di potere stellare consumato durante le battaglie o migliorare la potenza. È inoltre possibile programmare dei duelli con altri personaggi, far riposare il personaggio per futuri allenamenti e resettare o trasferire le sue statistiche. Le battaglie riprendono quelle viste nell'anime, così come il legame con i partner, e generalmente si svolgono uno contro uno oppure due contro due. Si può vincere uno scontro facendo calare a 0 la salute dell'avversario sfruttando combo di attacchi normali, attacchi speciali, magie, parate e scatti. Durante le battaglie in coppia è possibile dare istruzioni al partner, permettendo così di sfruttare delle strategie uniche. Ogni personaggio è dotato di un emblema che rappresenta la rispettiva scuola, quest'ultimo può giocare un ruolo fondamentale durante gli scontri poiché se subisce troppi danni finirà per spezzarsi, impedendo all'altro personaggio di proseguire lo scontro. Il compito del giocatore è quello di proteggere il proprio e cercare i punti deboli dell'avversario in maniera strategica. Soddisfacendo determinate condizioni durante un duello, un'icona apparirà sull'immagine del volto del proprio partner in basso a destra dello schermo, e se ci si avvicina ad esso in questo frangente, si verificherà un Link Drive che concederà un vantaggioso effetto bonus.
Il gioco ha ottenuto un punteggio di 28/40 dalla rivista Famitsū, basato sulla somma dei punteggi (da 0 a 10) dati al gioco da quattro recensori della rivista. Quest'ultimi hanno ritenuto interessante come il livello di difficoltà e il gameplay cambiassero completamente a seconda del personaggio scelto tra i due disponibili, così come la possibilità di rivivere la storia dell'anime con uno sviluppo leggermente diverso. Gli scontri danno una sensazione naturale di attacco e difesa, anche se non si avverte troppa euforia, tendendo comunque ad essere impegnativi. Il sistema di controllo e la grafica sono stati considerati un po' fuori moda ma non era un gran difetto e sapeva trovare un equilibrio che poteva essere apprezzato anche dai fan non molto esperti del genere azione.